# أندريس بارا
أندريس بارا (بالإسبانية: Andrés Parra)‏ هو ممثل كولومبي، ولد في 18 سبتمبر 1977 بكالي في كولومبيا.

## وصلات خارجية
- أندريس بارا على موقع IMDb (الإنجليزية)
- أندريس بارا على موقع قاعدة بيانات الفيلم (الإنجليزية)